# Steinman Park

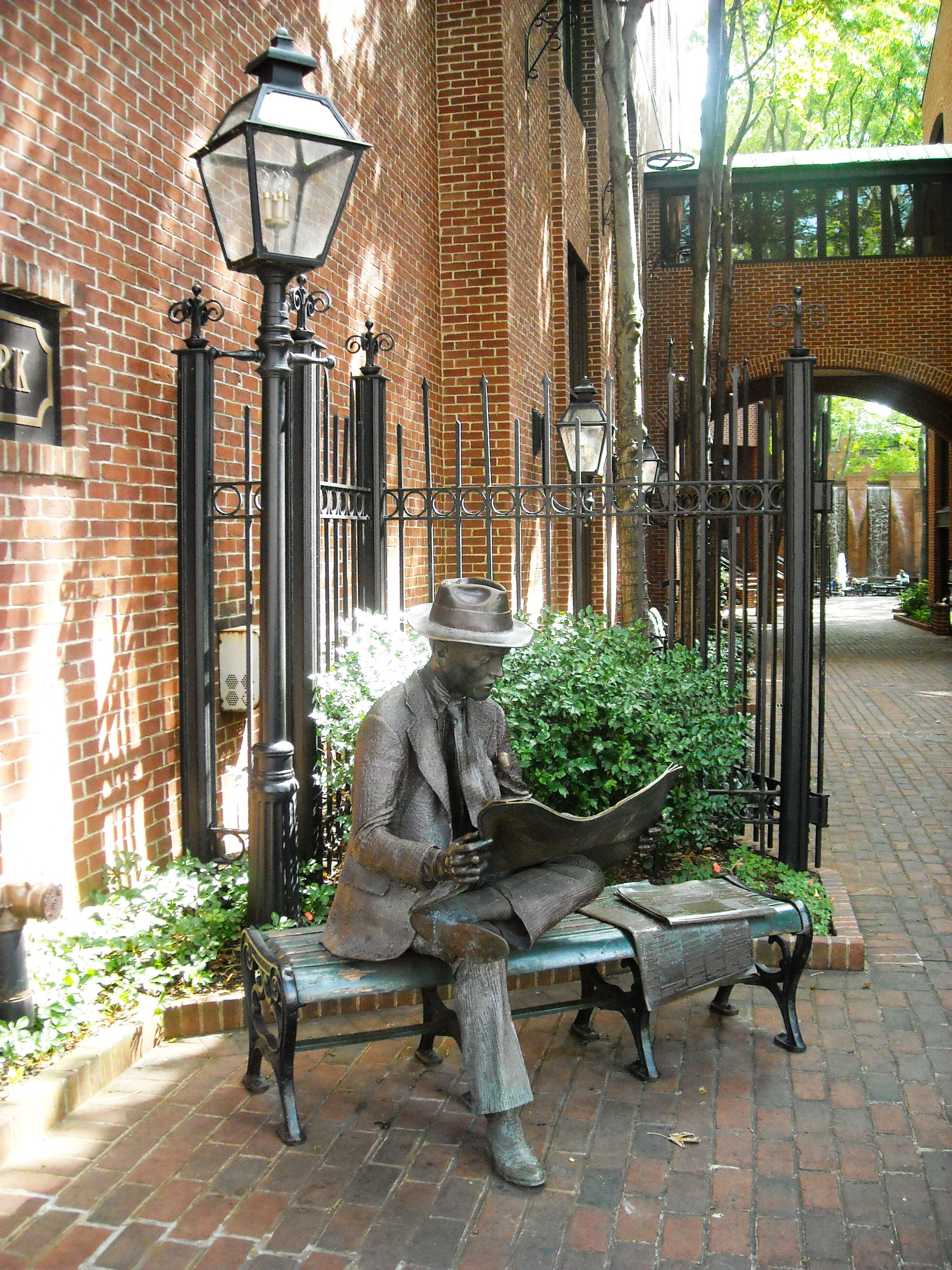
Von John Seward Johnson II gestaltete Bronzeskulptur eines Zeitungslesers am nördlichen Hauptzugang des Parks, die an die unternehmerische Tätigkeit der Gebrüder Steinman erinnert. Die dargestellte Person liest eine Ausgabe der Lancaster Sunday News, während Ausgaben von Lancaster New Era und Intelligencer Journal auf der Bank neben ihr liegen. Die Artikelüberschriften werfen Schlaglichter auf wichtige Ereignisse der US-amerikanischen Geschichte wie etwa Neil Armstrongs Schritte auf dem Mond und den Reaktorunfall im Kernkraftwerk Three Mile Island.

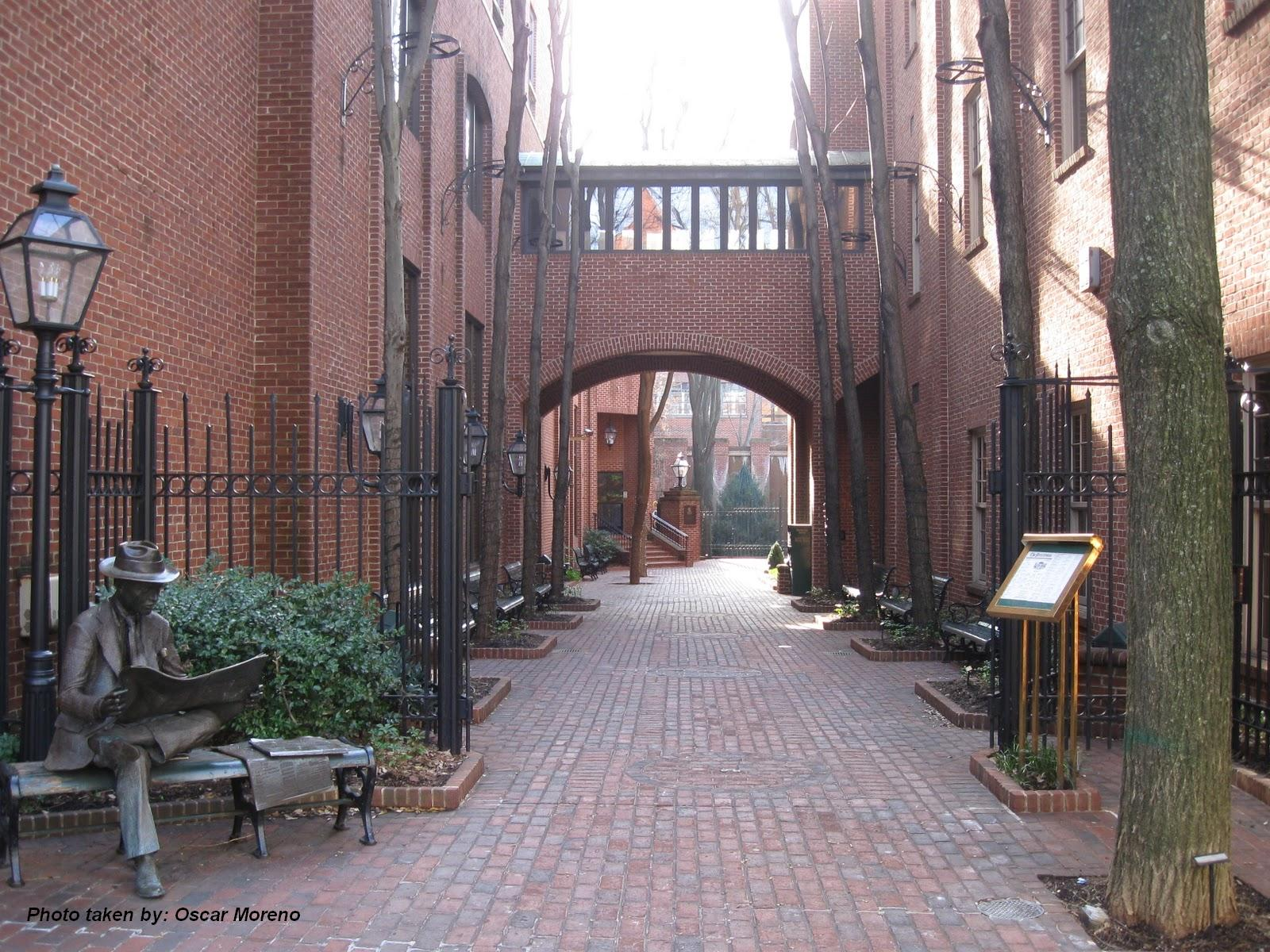
Nördlicher Eingangsbereich des Parkes mit Blick in die entrance promenade (Oktober 2013). Im Hintergrund sind die Wasserfälle zu erkennen, die das Ende des Parkes markieren.

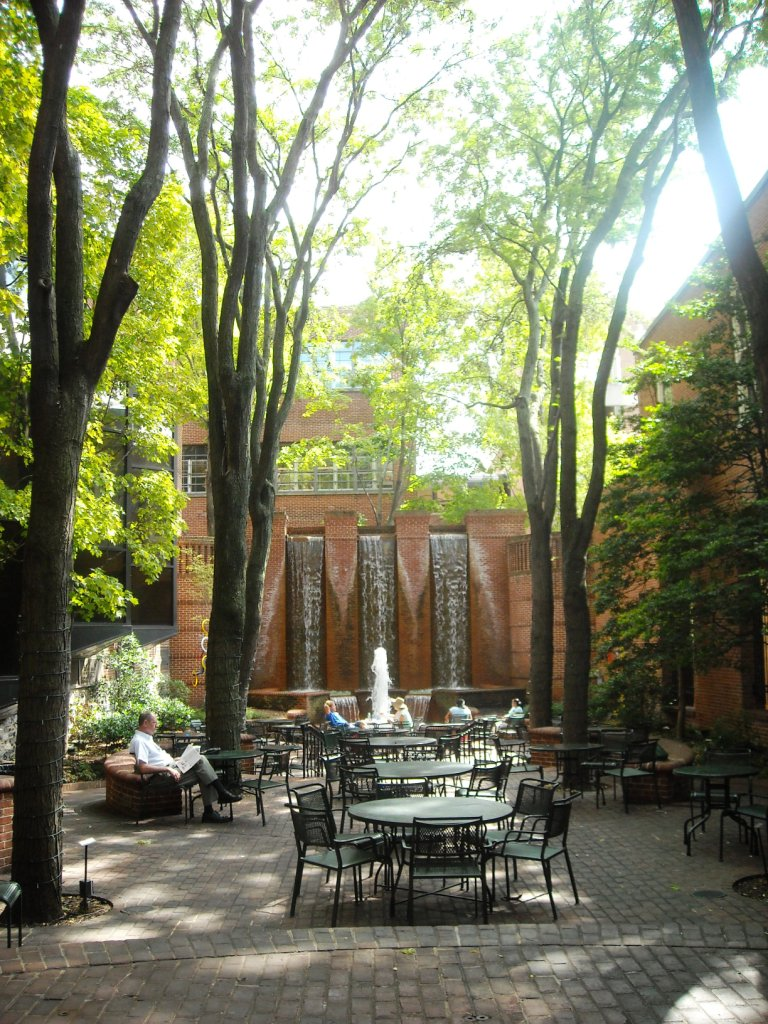
Blick in den inner park mit Sitzgelegenheiten und Wasserfällen (September 2009).

Der Steinman Park ist eine kleine Grünanlage in der US-amerikanischen Stadt Lancaster im Bundesstaat Pennsylvania. 

## Anlage
Der Park weist einen langgestreckten und schmalen Grundriss auf – bei einer Länge von 70 Metern variiert die Breite zwischen sieben und 15 Metern. Er erstreckt sich direkt im Stadtzentrum Lancasters zwischen der West King Street im Norden und der West Mifflin Street im Süden. Die Längsseiten werden vom Kirk Johnson Building im Osten sowie vom Steinman Hardware Building und dem Heyne House im Westen begrenzt. Der primäre Zugang erfolgt über die West King Street; es existiert allerdings auch ein Arkadengang, über den der Park von der West Mifflin Street betreten werden kann. Hauptzweck der Anlage ist die Naherholung in begrünter Umgebung abseits des innerstädtischen Verkehrs. Darüber hinaus wird sie zeitweise für Konzerte genutzt und dient auch als Abkürzung für Touristen und Einheimische, die von der Steinman-Hochgarage zum Central Market gelangen möchten. Zur Ausgestaltung des Parks wurden hauptsächlich Mauerziegel verwendet, da diese eine architektonische Wärme ausstrahlen und gleichzeitig eine urbane Atmosphäre vermitteln.
Eingeteilt ist der Park in drei unterschiedliche Abschnitte, die architektonisch aufeinander abgestimmt sind. Der erste Bereich, die schmale und langgestreckte entrance promenade (de.: Eingangspromenade), öffnet den Park mit schmiedeeisernen Toren zur West King Street gen Norden. Sie ist von Bänken, Laternen und Baumreihen gesäumt und geht in den zweiten Bereich, den flagpole court (de.: Flaggenmast-Hof), über. Hier weitet sich der Steinman Park auf etwa die doppelte Breite der Eingangspromenade. Der Platz kann für kleine Veranstaltungen genutzt werden und wird von einer US-amerikanischen Flagge dominiert. Nach Süden schließt sich mit dem inner park (de.: Innerer Park) der dritte und wichtigste Abschnitt an. Er besitzt drei rundliche, unwesentlich voneinander abgesetzte Ebenen, die durch Treppenstufen und Rampen miteinander verbunden sind. In der Regel sind in den Freiflächen Tische und Stühle platziert, die zwischen Frühjahr und September von einem benachbarten Restaurant als „Park Bar“ genutzt werden. Das Mobiliar lässt sich aber entfernen, wenn im inner park Konzerte oder andere künstlerische Darbietungen stattfinden – beispielsweise im Rahmen des jährlichen Lancaster Summer Arts Festival. Den südlichen Abschluss des inneren Parkbereiches bilden drei künstliche, jeweils sechs Meter hohe Wasserfälle. Sie sind ein Alleinstellungsmerkmal des Steinman Park und ergießen sich in zwei kaskadierende Wasserbecken. Pro Minute fließen etwa 4542 Liter Wasser über die Ziegelwände.
Die originale Bepflanzung bestand aus Rot-Ahorn in der entrance promenade sowie Stechpalmen, Feuerdornen und Azaleen im flagpole court. Japanische Schnurbäume sollten einen Kronendach über den Bänken an den Gebäudewänden bieten und Amerikanische Gleditschien einen weiteren grünen Baldachin über dem inneren Bereich des Parks. Abgerundet wurde die Florenauswahl durch saisonale Bepflanzung mit Narzissen, Traubenhyazinthen, Krokussen, Springkräutern und Begonien. Die Bäume spenden sowohl Schatten und Kühle im Sommer, dienen aber auch dazu, den Straßenlärm der Umgebung zu dämpfen. Ursprünglich war aufgrund der beengten räumlichen Verhältnisse vorgesehen, die Bäume alle fünf Jahre auszutauschen.

## Geschichte
Der Park erinnert an die Brüder John Frederick Steinman (1884–1980) und James Hale Steinman (1886–1962). Beide waren als umtriebige Unternehmer vielseitig in der Medienbranche Pennsylvanias – insbesondere im Lancaster County – engagiert. Unter anderem wirkten als langjährige Geschäftsführer der Lancaster Newspapers, Inc., die mehrere Tageszeitungen herausgab. Darüber hinaus waren sie in der Region umfassend philanthropisch tätig und begründeten mit ihrem Vermögen gemeinnützige Stiftungen.
Im Jahr 1978 beschloss die Familie Steinman, einige ihrer im Kolonial- sowie im viktorianischen Stil gehaltenen Geschäftsgebäude im Zentrum Lancasters zu renovieren. Parallel entstand die Idee, auf der Freifläche zwischen zwei Häusern einen öffentlichen Park einzurichten. Mit dessen planerischem Entwurf beauftragte man das Architektenbüro McCloud, Scatchard, Derck & Edson. Für die botanische Gestaltung zeichnete der Gärtnereibetrieb Root’s Nurseries aus dem nordwestlich von Lancaster gelegenen Borough Manheim verantwortlich. Am 14. Juni 1981 konnte der Park eröffnet werden.
Die Architektur der Grünanlage wurde hochgelobt und erhielt nationale Aufmerksamkeit. Im Mai 1984 zeichnete First Lady Nancy Reagan im Rahmen einer im White House Rose Garden abgehaltenen Zeremonie die beiden an der Parkentwicklung federführenden Firmen mit dem National Landscape Award der American Association of Nurserymen aus. Im Jahr 1999 verlieh die American Society of Landscape Architects dem Park ihre Centennial Medallion. Als Begründung wurde angeführt, dass er einen wichtigen Beitrag zur Lebensqualität in Lancaster leiste und ein „nationales Wahrzeichen für herausragende Landschaftsarchitektur“ sei.